# شاوشکا

شاوشکا (Shaushka)، و نیز Šauša یا Šawuška بلندمرتبه‌ترین الهه در فهرست خدایان هوری بود.

## نام
نام شاوشکا منشا هوری دارد و می‌توان آن را «بزرگ» یا «باشکوه» ترجمه کرد.

## شخصیت
شاوشکا الهه عشق (شامل عشق جنسی) و نیز جنگ بود.

## در هنرهای تجسمی
شاوشکا چه در نقش‌های برجسته و چه در مهرهای استوانه‌ای در کنار دو همراهش، ناناتا و کولیتا به تصویر در می‌آمد.

## جایگاه در پانتئون
شاوشکا بلندمرتبه‌ترین الهه در پانتئون هوری بود، شواهد این موضوع برای مثال در اسناد پادشاهی آررابخا و مکاتبات پادشاه میتانی ﺗﻮﺷﺮﺍﺗﺎ دیده می‌شود.

## اساطیر

### چرخه کوماربی
شاوشکا نقش عمده‌ای در اسطوره‌هایی دارد که چرخه کوماربی را تشکیل می‌دهند، این اساطیر عمدتاً از ترجمه‌های هیتی آنان شناخته می‌شود.
در آهنگ هدامو، او قهرمان اصلی است. او از وجود آنتاگونیستِ نام‌بخش آگاه می‌شود، یک هیولای دریایی حریص که پسر کوماربی و شرتاپشورهی است. شرتاپشورهی، دختر یکی از متحدان کوماربی به نام کیاشه (خدای دریا) است. شاوشکا به تشوب خبر می‌دهد. تشوب پس از شنیدن این خبر شروع به گریه می‌کند. بخش بعدی به خوبی باقی نمانده است، به نظر می‌رسد که یک مبارزه خشونت‌آمیز بین تشوب و متحدانش و کوماربی رخ می‌دهد. هنگامی که متن از سر گرفته می‌شود، هر دو طرف توسط خدای ائا  نصیحت می‌شوند که آنها را در مورد عواقب بالقوه وخیم عدم توجه‌شان به رفاه پیروان انسانی هشدار می‌دهد. بنابراین شاوشکا راه حلی بدون خشونت برای تهدید هدامو تدبیر می‌کند.